# Rémilly (Nièvre)
Pour les articles homonymes, voir Rémilly.
Rémilly (Rumilacum, Remiliacum) est une commune française située dans le département de la Nièvre, en région Bourgogne-Franche-Comté.
Ses habitants sont appelés les Romillois.

## Géographie
| Montaron         | Vandenesse       | Sémelay |
| Thaix Fours      | Rémilly          |         |
| La Nocle-Maulaix | Savigny-Poil-Fol | Lanty   |

Les mairies voisines sont à :
- Lanty : 2,200 km ;
- La Nocle-Maulaix : 6,600 km ;
- Sémelay : à 4,600 km ;
- Thaix : à 8,600 km.

### Géologie
Le sol de la commune est montagneux au sud et marécageux dans le nord.

### Hydrographie
- L'Alène (autrefois : Halène) traverse la commune d'est en ouest.
- Le Bulvin, ruisseau affluent de l'Alène.

### Hameaux, villages, lieux-dits, écarts
(liste non exhaustive)
- Champ de la Presle - Milleries - Charnay - Montreuil - château des Besaces - Saint Michel (jadis : Saint-Michel-en-Longue-Salle) - Pré de la Rivière - Le Mont -

### Climat
Pour des articles plus généraux, voir Climat de la Bourgogne-Franche-Comté et Climat de la Nièvre.
En 2010, le climat de la commune est de type climat océanique dégradé des plaines du Centre et du Nord, selon une étude du Centre national de la recherche scientifique s'appuyant sur une série de données couvrant la période 1971-2000. En 2020, Météo-France publie une typologie des climats de la France métropolitaine dans laquelle la commune est exposée à un climat océanique altéré et est dans la région climatique Centre et contreforts nord du Massif Central, caractérisée par un air sec en été et un bon ensoleillement.
Pour la période 1971-2000, la température annuelle moyenne est de 11 °C, avec une amplitude thermique annuelle de 16,6 °C. Le cumul annuel moyen de précipitations est de 917 mm, avec 12,5 jours de précipitations en janvier et 7,6 jours en juillet. Pour la période 1991-2020, la température moyenne annuelle observée sur la station météorologique de Météo-France la plus proche, « Avrée », sur la commune d'Avrée à 4 km à vol d'oiseau, est de 11,7 °C et le cumul annuel moyen de précipitations est de 884,8 mm. 
La température maximale relevée sur cette station est de 40,5 °C, atteinte le 24 juillet 2019 ; la température minimale est de −13,9 °C, atteinte le 7 février 2012,,.
Les paramètres climatiques de la commune ont été estimés pour le milieu du siècle (2041-2070) selon différents scénarios d'émission de gaz à effet de serre à partir des nouvelles projections climatiques de référence DRIAS-2020. Ils sont consultables sur un site dédié publié par Météo-France en novembre 2022.

## Urbanisme

### Typologie
Au 1er janvier 2024, Rémilly est catégorisée commune rurale à habitat très dispersé, selon la nouvelle grille communale de densité à sept niveaux définie par l'Insee en 2022.
Elle est située hors unité urbaine et hors attraction des villes,.

### Occupation des sols
L'occupation des sols de la commune, telle qu'elle ressort de la base de données européenne d’occupation biophysique des sols Corine Land Cover (CLC), est marquée par l'importance des territoires agricoles (65,9 % en 2018), une proportion sensiblement équivalente à celle de 1990 (65,7 %). La répartition détaillée en 2018 est la suivante : prairies (51,9 %), forêts (33,9 %), zones agricoles hétérogènes (10 %), terres arables (4 %), zones urbanisées (0,2 %). L'évolution de l’occupation des sols de la commune et de ses infrastructures peut être observée sur les différentes représentations cartographiques du territoire : la carte de Cassini (XVIIIe siècle), la carte d'état-major (1820-1866) et les cartes ou photos aériennes de l'IGN pour la période actuelle (1950 à aujourd'hui).

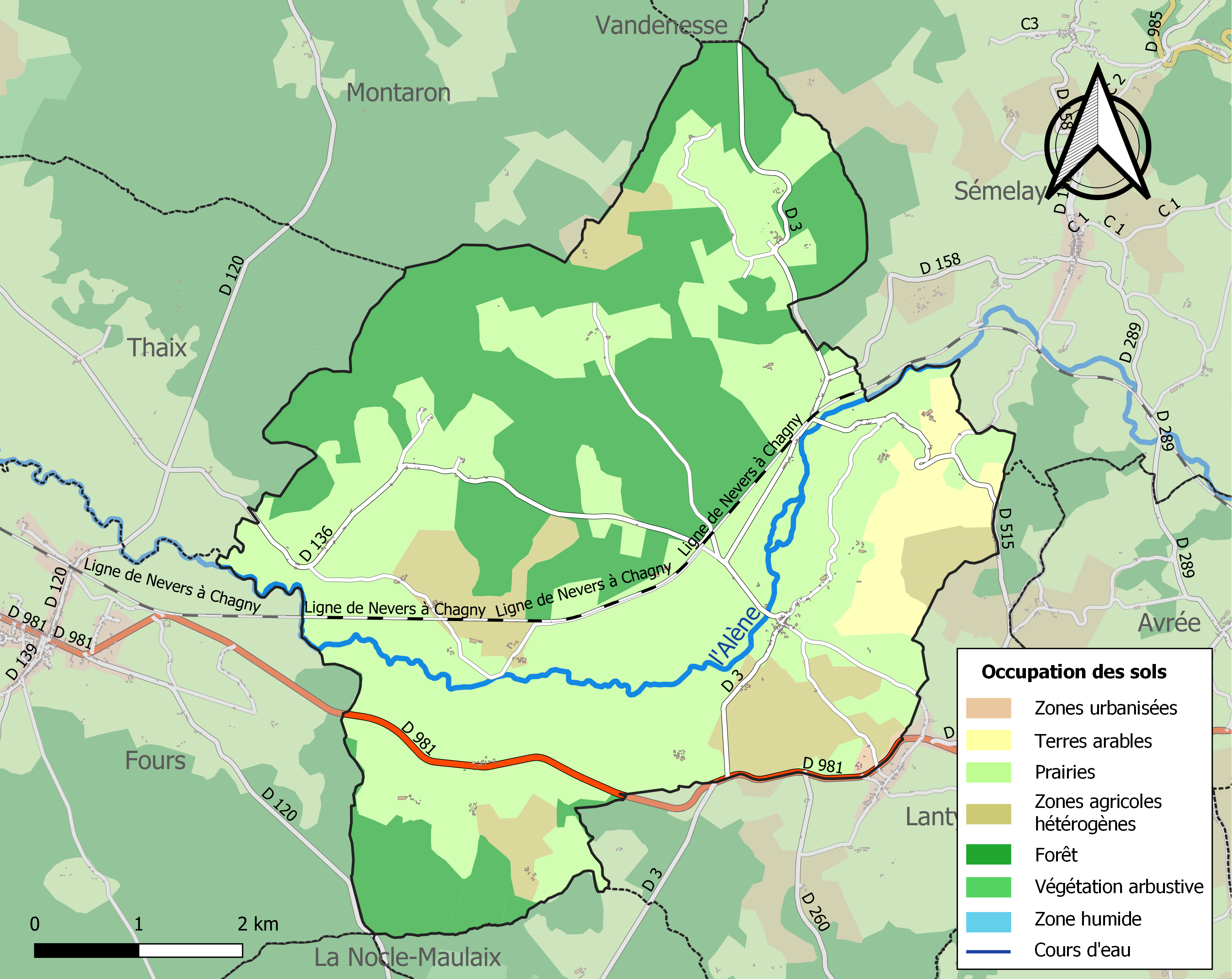
Carte des infrastructures et de l'occupation des sols de la commune en 2018 (CLC).

## Histoire
De nombreux vestiges gallo-romains furent retrouvés sur le sol de la commune : ruines de villas, voies, tuiles à rebords, des poteries et urnes funéraires. Aux Milleries exista un établissement d'importance au vu des ruines qui y furent découvertes et des quatre voies romaines qui y aboutissaient.
Deux tertres existaient encore au XIXe siècle, près de  Montreuil  et au  château des Besaces .
Godefroy, évêque de Langres (1139-1163), donne à l'abbaye de la Bussière les deux paroisses d'Agey et de Gissey avec leurs dépendances : Baume-la-Roche (Baulme-la-Roche) et la moitié de la paroisse de Remilly, et exempte les moines de toutes dîmes et exactions.
La paroisse de Rémilly, déjà citée au XIe siècle, faisait autrefois partie de l'archiprêtré de Moulins-Engilbert. Fromond, évêque de Nevers (1121-~1144/1145), donna le patronage de cette cure au chapitre de sa cathédrale, qui le vendit le 13 mars 1685 à la chartreuse d'Apponay, pour la somme de six livres en principal et une rente annuelle de une livre payable annuellement le jour de la Quasimodo, avec obligation de nommer à ladite cure une personne suffisante et capable. En 1682 la paroisse de Saint-Michel-en-Longue-Salle (aujourd'hui Saint-Michel) est rattachée à Rémilly. Elle possède une église du XIe siècle dont il ne reste que le chœur et l'abside.
Le 6 juillet 1511 Guillaume Billaud, curé de la paroisse, fait l'acquisition de la place de l'ancienne maison-forte pour sept deniers de rente annuelle. Il revend celle-ci à l'abbaye d'Apponay le 4 octobre 1525 pour huit sous, un picotin d'avoine de boudelage et une rente de sept deniers, payable à la Saint-Martin d'hiver.
Le village perché au nord de la commune, sur l'autre rive de la rivière s'appelait autrefois : Saint-Michel-en-Longue-Salle (Sanctus Michaël in Logâ Silvâ) et était une paroisse indépendante de Rémilly, réunie à celle-ci le 25 octobre 1682. Il existait jadis un moulin sur la rivière. Dans la vallée au nord, de l'autre côté de la rivière se trouvait une motte, entourée de larges fossés et ombragée de grands arbres. On y reconnaissait des vestiges autres qu'une tour.

## Politique et administration

### Religieuse

#### Curés connus
- 1511   - Guillaume Billaud
- 1660   - Léonard Sauvaget. Les moines de la chartreuse Notre-Dame d'Apponay lui font un procès qui vient au Présidial de Saint-Pierre-le-Moustier, le 5 avril 1650[16].
- 1673   - Vaffard
- 1682   - Doreau
- 1711   - Mars
- 1760   - Guiller, retiré à Moulins-Engilbert en 1792
- 1804   - Sauvageot, transféré à Cercy-la-Tour
- 1833   - Louis Rebréget

### Civile
| Période                                  | Période   | Identité                                                | Étiquette | Qualité     |
| ---------------------------------------- | --------- | ------------------------------------------------------- | --------- | ----------- |
| 1792                                     | 1817      | Claude Anne Saclier                                     |           |             |
| 1818                                     | 1836      | Joseph Honoré Aubergy                                   |           |             |
| 1837                                     | 1839      | Edmé Febvre                                             |           |             |
| 1840                                     | 1845      | Salomon-Cohen Louis Rousseau                            |           |             |
| 1846                                     | 1851      | Charles Joseph Simon                                    |           |             |
| 1852                                     | 1854      | Simon Martinet                                          |           |             |
| 1855                                     | 1894      | Louis Alfred Aubergy                                    |           |             |
| 1894                                     | 1918      | Gabriel Aubergy                                         |           |             |
| 1919                                     | 1921      | François Richard                                        |           |             |
| 1921                                     | 1925      | François Alexandre (après le décès de François Richard) |           | Agriculteur |
| 1925                                     | 1935      | René Aubergy                                            |           |             |
| 1935                                     | 1935      | Jean Marie Sauvaget (après le décès de René Aubergy)    |           |             |
| 1935                                     | 1939      | Simon Leclair                                           |           |             |
| mars 2001                                | mars 2008 | René Trinquet                                           |           | Agriculteur |
| mars 2008                                | En cours  | Jean-Paul Margerin                                      |           | Professeur  |
| Les données manquantes sont à compléter. |           |                                                         |           |             |

## Démographie
L'évolution du nombre d'habitants est connue à travers les recensements de la population effectués dans la commune depuis 1793. Pour les communes de moins de 10 000 habitants, une enquête de recensement portant sur toute la population est réalisée tous les cinq ans, les populations de référence des années intermédiaires étant quant à elles estimées par interpolation ou extrapolation. Pour la commune, le premier recensement exhaustif entrant dans le cadre du nouveau dispositif a été réalisé en 2007.

En 2022, la commune comptait 155 habitants, en évolution de +0,65 % par rapport à 2016 (Nièvre : −3,28 %, France hors Mayotte : +2,11 %).
| 1793 | 1800 | 1806 | 1821  | 1831  | 1836  | 1841  | 1846  | 1851  |
| ---- | ---- | ---- | ----- | ----- | ----- | ----- | ----- | ----- |
| 649  | 696  | 863  | 1 033 | 1 132 | 1 218 | 1 124 | 1 089 | 1 145 |

| 1856  | 1861  | 1866 | 1872 | 1876 | 1881 | 1886 | 1891 | 1896 |
| ----- | ----- | ---- | ---- | ---- | ---- | ---- | ---- | ---- |
| 1 115 | 1 081 | 676  | 716  | 756  | 773  | 826  | 808  | 837  |

| 1901 | 1906 | 1911 | 1921 | 1926 | 1931 | 1936 | 1946 | 1954 |
| ---- | ---- | ---- | ---- | ---- | ---- | ---- | ---- | ---- |
| 809  | 806  | 754  | 711  | 645  | 570  | 561  | 568  | 442  |

| 1962 | 1968 | 1975 | 1982 | 1990 | 1999 | 2006 | 2007 | 2012 |
| ---- | ---- | ---- | ---- | ---- | ---- | ---- | ---- | ---- |
| 424  | 394  | 389  | 304  | 230  | 189  | 179  | 177  | 158  |

| 2017 | 2022 | - | - | - | - | - | - | - |
| ---- | ---- | - | - | - | - | - | - | - |
| 152  | 155  | - | - | - | - | - | - | - |

## Lieux et monuments

### Religieux
- Le principal monument de Rémilly est la chartreuse Notre-Dame d'Apponay (dont il ne reste que les ruines), sur le bord de la route de Luzy à Decize. Fondée en 1185 par Théobald, évêque de Nevers du consentement de Jean, doyen du chapitre de sa cathédrale, et de tous les chanoines réunis, donna cette ferme, consistant en bois, prés, terres, eaux et généralement tout ce qu'ils pourraient acquérir, aux enfants de saint Bruno, à condition d'y fonder une maison de leur ordre. 
Aujourd'hui, ce lieu est composé d'un ensemble de bâtiments, dont une église de brique XIIIe siècle et XIVe siècle, divers bâtiments du XVIe siècle et XVIIe siècle, le logis du prieur XVIIe siècle, une chapelle XVIIIe siècle.
- La chapelle Saint-Michel, romane XIIe siècle, construite sur une source de dévotion, restes de l'église paroissiale de Saint-Michel l'abside et le chœur au-dessus duquel s'élevait un clocher en bois qui fut abattu. Elle servait de grange à fourrage en 1865. Le patronage de cette cure qui fut annexée à Rémilly le 25 octobre 1682 était au prieur du prieuré Saint-Pierre-Saint-Paul de Sémelay. Les dîmes se partageaient entre les prieurs de la chartreuse d'Apponay, le prieuré Notre-Dame de Coulonges-lès-Cercy, et le prieuré Saint-Blaise de Mazille. Sous l'abside existait une ancienne crypte, avec un autel et une fontaine, dite de Sainte-Claire, où il se faisait autrefois un grand pèlerinage. Le seuil du portail de l'Ouest fut remplacé par une porte de grange, est formé d'une pierre tombale portant figure de chevalier sous une arcade trilobée. Elle est datée de la fin du XIIIe siècle, début du XIVe siècle. Il n'est pas possible d'en déchiffrer les caractères gothiques.
- Chapelle Sainte-Radegonde (antique chapelle au sud-ouest de l'antique monastère elle fut brûlée et détruite en 1856).

### Civils
- Le château de La Verrerie XIXe siècle
- Le château de la Boue ou la Bouë XVe et XVIe siècles et XVIIIe siècle
- Le château du bourg de Rémilly XVe et XVIe siècles et XVIIIe siècle
- La Tour, vestige du château de Bost, du XVe siècle
- Ancienne verrerie de la Bouë
- Ancienne verrerie d'Apponay

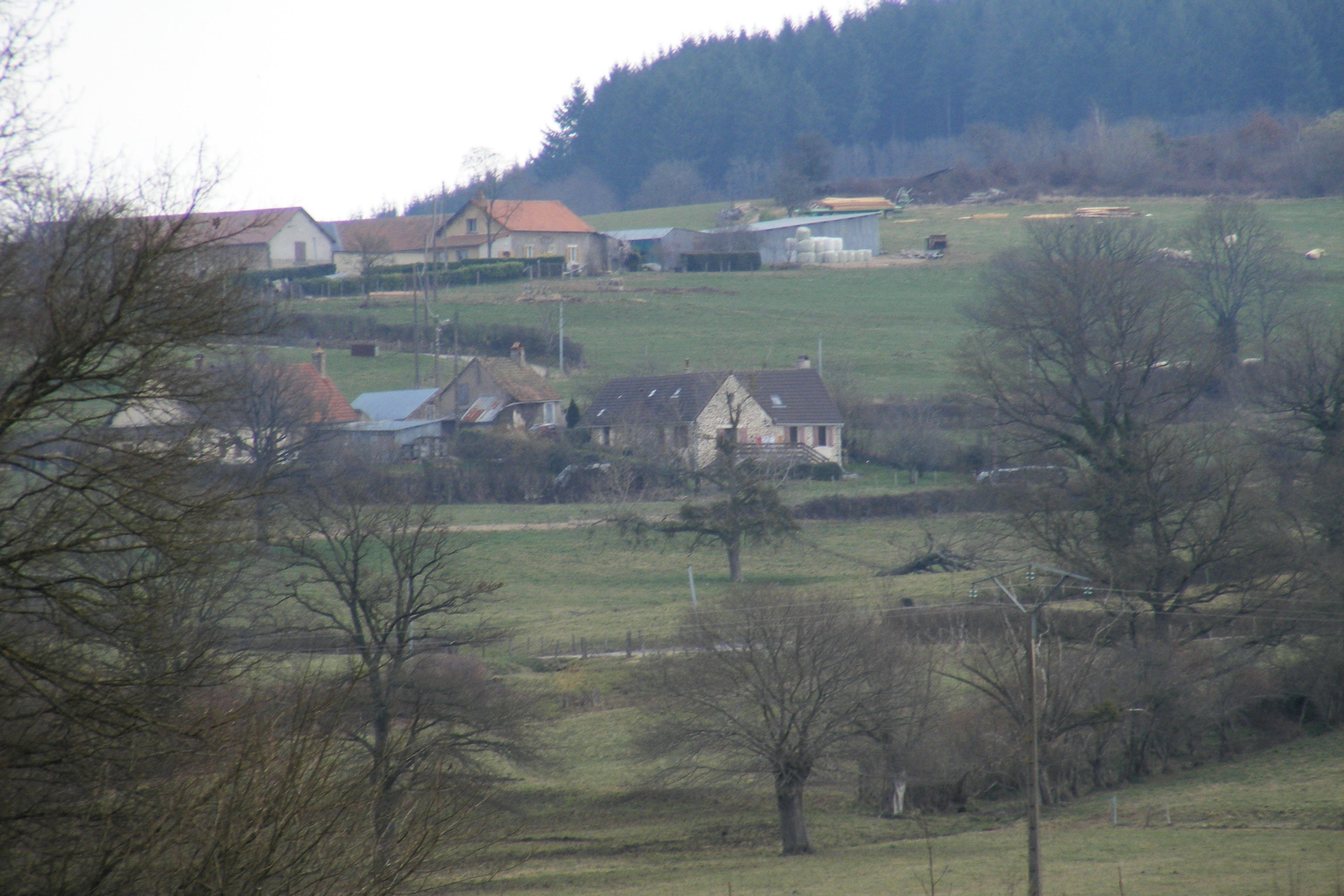
Le Mont.
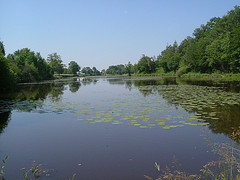
L'étang de la Boue.